# فن العقوبات (كتاب)
فن العقوبات: وجهة نظر ميدانية هو كتاب صدر عام 2017 بقلم ريتشارد نيفيو. يناقش دور العقوبات كأداة للسياسة الخارجية. يجادل نيفيو في تفسير استجابات الأهداف للعقوبات بناءً على عاملين حاسمين: الألم والمقاومة. عندما تحقق العقوبات أقصى قدر من الفعالية التي تكمن في تطبيق الألم على هدف ما، ولكن الأهداف قد يكون لديها تصميم كبير على مقاومة هذا الألم أو تحمله أو التغلب عليه. يشير نيفيو في هذا الكتاب إلى فشل إستراتيجية العقوبات الأمريكية ضد إيران.

## المؤلف
ريتشارد نيفيو أستاذ مساعد وباحث أول ومدير برنامج في مركز جامعة كولومبيا لسياسة الطاقة العالمية منذ 1 فبراير 2015. كما عمل كخبير رئيسي في العقوبات للفريق الأمريكي المفاوض مع إيران بين أغسطس 2013 إلى ديسمبر 2014. تم استخدام الكتاب كدليل إرشادي بين السياسيين الأمريكيين رفيعي المستوى منذ نشره. تمت ترجمة الكتاب إلى الفارسية في إيران منتصف عام 2018.

## ملخص
تتجه الحكومات والمنظمات الدولية والدول بشكل متزايد إلى العقوبات كأداة للسياسة الخارجية. ستفقد العقوبات كفاءتها، وتغير سلوك الكيان المستهدف، إذا تم استخدامها بدون إستراتيجية واضحة. يقدم «فن العقوبات» سلسلة من الإجراءات التي يمكن أن تحسن كفاءة العقوبات، مثل إطار التخطيط للعقوبات وتطبيقها.
يقدم نيفيو العقوبات كأداة إستراتيجية في السياسة الخارجية للولايات المتحدة ويشرحها على أنها فن تعتمد فعاليته على إبداع صانعي القرار وتلاعبهم باستخدام الأدوات الاقتصادية والاجتماعية والسياسية كأدوات للعقوبات. يوضح نيفيو أن تصدير العديد من السلع المعتادة إلى البلد المستهدف محظور خلال نظام العقوبات؛ يمكن لتصدير السلع الكمالية أن يدمر الحس الاجتماعي. على سبيل المثال، أدى ارتفاع أسعار الدجاج في إيران، وهو سلعة لم يتم فرض عقوبات عليها، إلى زيادة ضغط العقوبات بين الإيرانيين أو أدى عدم حظر تصدير بعض السلع إلى إيران إلى إخلاء احتياطيات إيران من العملات الأجنبية.
الألم والمقاومة هما متغيران رئيسيان للعقوبات؛ العلاقة بين قدرة الهدف على حل آلام وضغط العقوبات هي العامل الأكثر أهمية بالنسبة للسياسيين. يعتقد نيفيو أن فعالية العقوبات تعتمد على استخدام الألم ضد هدف، في حين أن الهدف قد يقرر حل هذا الألم أو مقاومته أو إلغاء تنشيطه. العثور على دور الألم والمقاومة مهم في استخدام العقوبات بنجاح وإنسانية. إن النظر في هذين العاملين وإيجاد حساسيتهما أثناء دورة العقوبات يساعد صانعي السياسات أو السياسيين على معايرة ضغط العقوبة أو تخفيفه أو إزالته.

## استقبال
كتب دانيال فرايد، وهو دبلوماسي أمريكي سابق عن الكتاب؛ «تلاعب نيفيو بكتاب عملي عن العقوبة. يجب على كل من يهتم بكوريا الشمالية وروسيا وإيران قراءة هذا الكتاب.»
كتب روبرت أينهورن، المستشار الكبير السابق لمكتب منع انتشار الأسلحة التابع لوزارة الخارجية الأمريكية وعضو معهد بروكينغز: «كتب نيفيو كتابًا مثيرًا للاهتمام وفقًا لخبراته كمفاوض أمريكي ومنشئ خطة العقوبات. أصبحت العقوبات أداة حاسمة لنظام السياسة الخارجية للولايات المتحدة ويجب قراءة هذا الكتاب من قبل المحافظين والخبراء الذين يعملون في كوريا الشمالية وإيران وروسيا. الكتاب هو دليل رائع [لأولئك] الذين يريدون فرض عقوبات ضد الدول التي تتحدى أمننا القومي أيضًا.»
وقال دينيس روس، مستشار باراك أوباما، إن «وجهات نظر نيفيو واستنتاجاتها ذات قيمة عالية، ويمكن أن تساعد العديد من صانعي السياسة أيضًا.»

## فشل إستراتيجية العقوبات الأمريكية ضد إيران
كتب ريتشارد نيفيو في هذا الكتاب عن فشل إستراتيجية العقوبات الأمريكية ضد إيران: وجد الأمريكيون بعد فرض العقوبات النشطة (بين الأعوام 1996-2004) أنه بالإضافة إلى النفط والغاز، كانت الصناعات مثل البتروكيماويات والسيارات والسلع الاستهلاكية الأكثر تضررا من العقوبات. وعليه، فُرضت عقوبات على قطاع البتروكيماويات الإيراني خلال عام 2010، بما في ذلك استيراد البنزين إلى إيران؛ لكن الاستراتيجية فشلت قريبًا، لأن الإيرانيين بدأوا في تحسين استهلاك الوقود، مما أدى إلى انخفاض الاستهلاك. كما قاموا بزيادة إنتاج الوقود (البنزين والديزل) في مصافيهم. وبهذه الطريقة نجحوا في الالتفاف على إستراتيجية مقاطعة البتروكيماويات والغاز.

## أقسام مهمة

### تداعيات فرض العقوبات على صادرات النفط الخام في عامي 2012 و 2013
ويرى المؤلف أن هذه العقوبات أدت إلى تطوير القطاعات غير النفطية الإيرانية، لا سيما قطاع الأسمنت. وهكذا، كانت الحكومة محصنة من بعض آثار العقوبات النفطية، حيث حاولت الحكومة إيجاد فرص جديدة في السوق لمنتجاتها غير المصرح بها. في الواقع، تمكنت إيران من زيادة وجودها وسلعها غير النفطية مباشرة في هذه الأسواق من خلال العقوبات، مما حد من قدرة البلاد على تصدير سلعة واحدة وأدى إلى قدرة إيران على التوسع في سلع أخرى. لذلك هنا، بالإضافة إلى إظهار المثابرة، تمكنت إيران أيضًا من تجاوز العقوبات.

### الحرب النفسية على العقوبات
يشير ريتشارد نيفيو في الكتاب إلى أن الحرب النفسية للعقوبات كان لها تأثير أكبر على العقوبات أكثر من تأثيرها على تطبيق العقوبات وإنفاذها. في جزء من الكتاب، يقول إن الحرب النفسية على إيران، بالإضافة إلى لعبها دورًا رئيسيًا في دفع العمل الأمريكي، تهدف إلى اتخاذ قرارات خاطئة من قبل رجال الدولة الإيرانيين بالإضافة إلى خلق اليأس والإحباط لدى الشعب الإيراني.

## روابط خارجية
- فن العقوبات باللغة الفارسية